# Dene suliné

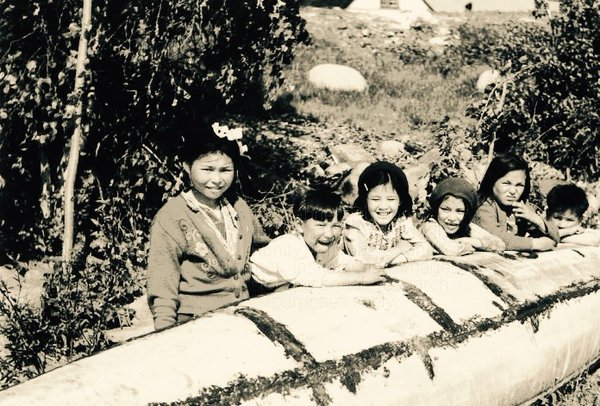
Niños en canoa, Dene la Loche Sask 1943.

Los dene suliné son una tribu nativa canadiense na-dené del grupo atabascano, también llamados chipewyan. Este nombre proviene del cree Chepau-wayanuk “pieles puntiagudas”. 

## Localización
Vivían entre las Montañas Rocosas y la bahía de Hudson, en las orillas del Gran Lago del Esclavo, el lago Athabasca y el río Churchill, en el delta del río Mackenzie. Actualmente ocupan 5 reservas en Alberta, 6 en Saskatchewan, dos en Manitoba y dos en los Territorios del Noroeste, todo ello en Canadá.

## Demografía
Hacia 1900 eran probablemente unos 2500, y según la Enciclopedia Británica eran 4400 en 1980, junto con slaves y yellowknife. Es posible que ellos solos fuesen 1700 en 1990. Según el censo canadiense de 2000 eran 13 056:
- En Alberta, 2016 individuos en las reservas Fort Chippewyan (779 h), Fort McKay (592 h), Janvier (645 h) y otros en las de Fort McMurray (590 h) y Cold Lake (2180 h) con los cree.
- En Manitoba, 2463 individuos en las de Barren Lands (895 h), Churchill o Sayisi (672 h) y Northlands (896 h).
- En Saskatchewan, 7508 individuos en las de Buffalo River (1088 h), English River (1269 h), Font du Lac (1574 h), Lac la Hache (1310 h), Stoney Rapids (1678 h), Turnor Lake (589 h).
- En los Territorios del Noroeste, 1069 individuos en las de Deninu K'ue First Nation (774 h) y Smiths Landing (295 h).

## Costumbres
Eran vecinos de los sarsi y chillis, y eran intermediarios comerciales entre los cree y los inuit, y se dedicaban a la caza y la pesca, aunque a veces eran belicosos. Valoraban a las mujeres como fuerza de trabajo, y vivían en wigwams de piel de caribú o ante, corteza y arbustos.
Aunque preveían los movimientos de las manadas de caribúes, se adaptaban a cualquier cambio irregular mediante la dispersión de las bandas que mantenían una buena red de comunicaciones para informarse sobre la dirección, movimientos y lugar donde se encontraban los caribúes.
Cazaban caribúes conduciéndolos a la boca de un pasadizo de arbustos o palos separados de 15 a 20 metros, que desembocaba en una fosa circular de 50 metros de diámetro, donde colocaban trampas entre los matojos. Una vez atrapados, los mataban con lanzas.
Del caribú lo aprovechaban todo: curtían la piel, curaban y ahumaban la carne, y con trozos de pieles hacían vestidos.

## Historia
En 1717 los ingleses ya construyeron el puesto comercial de Fort Churchill en la bahía de Hudson. En 1760-1776 fueron visitados por Samuel Hearne, de Fort Churchill, y su caudillo, Makonabee, les ayudó a explorar los ríos Coppermine y Slave.
En 1789-1793 también sirvieron como guías a Alexander MacKenzie, de la Compañía del Noroeste. Y en 1788 construyeron en su territorio Fort Chippewyan.
Desde 1781 comenzaron a llegar al territorio tramperos franceses, que vendieron armas a los cree. Esto y la viruela los diezmó.
En 1858 el religioso católico de Fort Resolution, Henry Faraud, tradujo el Nuevo Testamento a su lengua. Firmaron con Canadá diversos tratados en 1876, 1877, 1899 y 1906.
Junto con los dogrib, cree y salteaux (chippewa) forman la Confederación de Primeras Naciones del Tratado Seis, porque firmaron en 1871-1877 el sexto tratado con la Colonia del Canadá, según el cual se instalaban en reservas de 1,5 km² por familia de cinco miembros, tenían derechos de caza y pesca, y se les garantizaba atención médica, utensilios y pensiones.
La Constitución de 1982 olvidó el tratado con los indios, lo que ha provocado numerosas protestas. También existe un alto índice de paro. El personaje chippewyan más destacado ha sido Alex Simeon Janvier.